# Hiromi Yamamoto
Hiromi Yamamoto (jap. 山本宏美 Yamamoto Hiromi; ur. 21 kwietnia 1970 w Shiraoi) — japońska panczenistka, brązowa medalistka olimpijska.

## Kariera
Największy sukces w karierze osiągnęła podczas igrzysk olimpijskich w Lillehammer w 1994 roku, gdzie zdobyła brązowy medal na dystansie 5000 m. W zawodach tych wyprzedziły ją jedynie dwie Niemki: Claudia Pechstein oraz Gunda Niemann. Została tym samym pierwszą w historii japońską panczenistką, która zdobyła medal ta tym dystansie. Na tych samych igrzyskach była też siódma w biegu na 3000 m i piętnasta na 1500 m. Nigdy nie wystąpiła na mistrzostwach świata. Wielokrotnie startowała w zawodach Pucharu Świata. Jedyne miejsce na podium zawodów tego cyklu wywalczyła 22 stycznia 1994 roku w Innsbrucku, gdzie była druga na 3000 m, przegrywając tylko z Carlą Zijlstrą z Holandii. Najlepsze wyniki osiągnęła w sezonie 1993/1994, kiedy była dziesiąta w klasyfikacjach końcowych 1500 m oraz 3000/5000 m.
Jest żoną byłego hokeisty, Takeshiego Yamanaki.